# Oratorio dei Santi Vito, Modesto, Crescenzia
L'oratorio dei Santi Vito, Modesto, Crescenzia, o Madonna di San Vito, è un edificio religioso risalente al XVI secolo situato nel comune di Casaloldo, frazione di San Vito.

È curioso notare come la chiesa appartenga a Casaloldo, mentre l'abitazione annessa, con una fetta di terreno intorno, è di proprietà della parrocchia di Asola.

## Storia
Da uno studio delle linee architettoniche, il piccolo tempio, in muratura, si può far risalire al XV secolo o al XVI. 
Era già sicuramente esistente nel 1566.
Storicamente, riguardo alla giurisdizione ecclesiastica, l'oratorio campestre di San Vito nel 1566 era compreso nell'elenco degli oratori dipendenti dalla parrocchia di Castel Goffredo, come nel 1603 e nel 1654; successivamente scompare dalle pertinenze della parrocchia di Castel Goffredo per apparire in quelle della parrocchia di Casaloldo.
Sebbene la chiesetta sia intitolata a san Vito, a san Modesto e a santa Crescenzia, è nota soprattutto con il nome Madonna di San Vito: secondo la tradizione, infatti, la Madonna in questo luogo sarebbe apparsa a una bambina sordomuta, guarendola. 
Quando infuriava la seconda guerra mondiale, soprattutto negli anni 1944 e 1945, l'oratorio era meta continua di visite, rifugio sicuro per tanta gente, luogo di preghiera e di speranza. 
L'oratorio è stato completamente rimaneggiato alla fine degli anni quaranta, forse perché fatiscente. Sono andati perduti la volta affrescata, il vecchio altare e la cinquecentesca statua della Madonna, in terracotta.

## Architettura

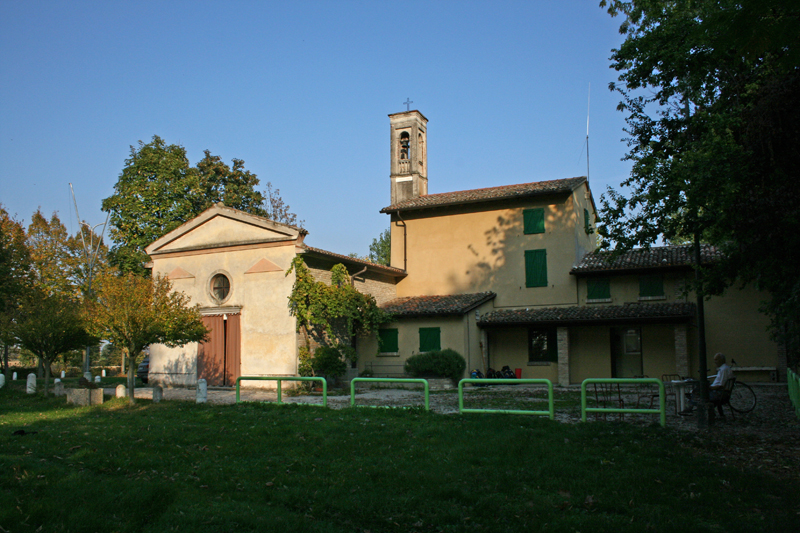

L'oratorio di San Vito faceva forse parte di un ex lazzaretto. La facciata intonacata dalle linee semplici è coronata dal timpano e presenta un portale in marmo sovrastato da un rosone, al cui fianco si trova un campanile, snello ed elegante, con monofore balaustrate.
L'interno dell'oratorio è a navata unica con soffitto a capanna; il presbiterio, a pianta rettangolare e più stretto della navata, è coperto da una volta a botte.

## Interno ed opere
L'interno della chiesetta conserva un altare in marmo con soasa lignea e dorata in stile barocco, una statua della Madonna in trono, una migliore nella piccola sagrestia del tardo Cinquecento, una copia – l'originale è stato trasferito nella chiesa parrocchiale di Casaloldo - di un quadro, antica pala d'altare, raffigurante la Madonna con i santi Carlo Borromeo, Vito, Modesto, Crescenzia, del XVII secolo, firmato G.B. e datato 1614.
Fra gli oggetti sacri, un delizioso calice del Cinquecento e una pietra tombale pavimentale con stemma della famiglia Gandolfini, che ricorda probabilmente gli antichi proprietari del fondo terriero su cui fu costruita la chiesa.

## Restauro
Negli anni novanta sono stati portati a termine interventi di restauro sia della chiesetta – a cura della parrocchia di Casaloldo - che della casa rurale annessa – a cura della parrocchia di Asola -. Quest'ultima è ora adibita a base scout AGESCI.
Per quanto riguarda la chiesa, dopo due lotti di lavori realizzati negli anni 1997 e seguenti, è stata sostituita una trave del tetto, è stata risanata la sagrestia, il presbiterio è stato adeguato alle ultime norme liturgiche, è stato messo a norma l'impianto elettrico; il tempio è stato inoltre dotato di un arredo decoroso – nuovi banchi, tinteggiatura dell'interno, quadretti per le stazioni della Via Crucis, nuovi mobili per la sagrestia -.  
In seguito a questi interventi, lo stato di conservazione dell'oratorio può essere definito buono.
La chiesa è aperta al pubblico e visitabile in occasione di funzioni liturgiche di carattere mariano tenute dalla parrocchia di Casaloldo. La casa è gestita dagli scout.